# Lāypeh
Lāypeh (persiska: لايپه, لَی پَهنِه, ليپَهِه, لِيبِه, لِی پِه, لِی پَهِه) är en ort i Iran.   Den ligger i provinsen Bushehr, i den centrala delen av landet, 700 km söder om huvudstaden Teheran. Lāypeh ligger 49 meter över havet och antalet invånare är 358.
Terrängen runt Lāypeh är platt åt sydväst, men åt nordost är den kuperad. Runt Lāypeh är det ganska glesbefolkat, med 43 invånare per kvadratkilometer. Närmaste större samhälle är Shabānkāreh, 9,3 km sydost om Lāypeh. Trakten runt Lāypeh är ofruktbar med lite eller ingen växtlighet.